# 王才贵
王才贵（1907年—1978年），中国人民解放军将领、中国人民解放军开国少将。
曾任山西军区汾阳军分区司令员。1955年，授予中国人民解放军少将。